# Jürgen Böttcher

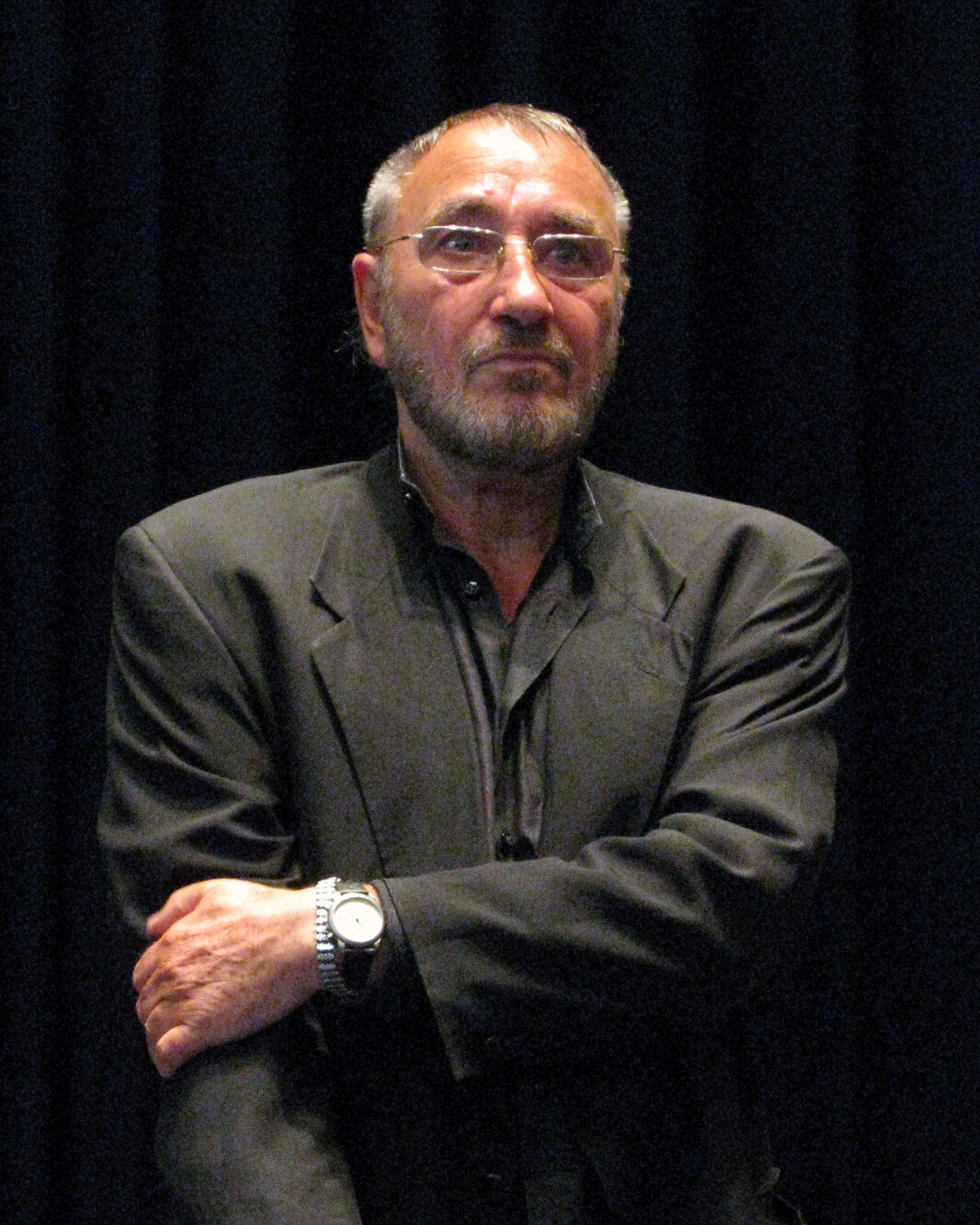
Jürgen Böttcher (2009)

Jürgen Traugott Hans Böttcher (Pseudonym als Maler Strawalde; * 8. Juli 1931 in Frankenberg/Sa., Sachsen) ist ein deutscher Maler und Filmregisseur. Er gilt als einer der bedeutendsten Dokumentarfilmer und oppositionellen Maler der DDR.

## Leben
Jürgen Böttcher wuchs in Strahwalde in der Oberlausitz auf. Er studierte von 1949 bis 1953 Malerei an der neuen Hochschule für Bildende Künste Dresden. Danach blieb er als freischaffender Künstler in Dresden und unterrichtete in Volkshochschulkursen unter anderen A. R. Penck, Peter Makolies, Peter Graf und Peter Herrmann, mit denen er die Künstlergruppe Erste Phalanx Nedserd bildete.
Seit 1955 studierte Jürgen Böttcher Regie an der neu gegründeten Hochschule für Filmkunst in Potsdam Babelsberg. Nach dem Abschluss 1960 wurde er festangesteller Mitarbeiter beim DEFA-Studio für Wochenschau und Dokumentarfilme in Berlin.
Nach der Teilnahme an einer Gruppenausstellung in West-Berlin wurde Jürgen Böttcher 1961 aus dem Verband Bildender Künstler der DDR ausgeschlossen, was ihm eine weitere berufliche Tätigkeit als Maler in der DDR fast unmöglich machte.
Auch sein einziger Spielfilm Jahrgang 45 (1965) wurde noch vor der Fertigstellung verboten, wodurch er sich seitdem vor allem weiter der Dokumentarfilmproduktion widmete. Seit Mitte der 1970er Jahre hatte er wieder bessere Möglichkeiten, als Maler tätig zu sein.
1991 endete seine Tätigkeit beim DEFA-Studio für Dokumentarfilme. Danach konnte er nur noch einen Film drehen.
Jürgen Böttcher lebt in den letzten Jahren in Berlin-Karlshorst.
Er war von 1954 bis 1964 mit der Künstlerin Agathe Böttcher verheiratet. 

## Ausstellungen und Sammlungen
Seit 1975 hatte er Ausstellungen mit seinen Bildern und Grafiken unter anderem in Erfurt, Berlin, Dresden und Karl-Marx-Stadt, seit 1990 auch in Paris, Brüssel, Toronto, Hamburg, München, Köln und Darmstadt.
Jürgen Böttchers Bilder befinden sich unter anderem in folgenden öffentlichen Sammlungen: Nationalgalerie Berlin, Sammlung Deutscher Bundestag im Reichstagsgebäude, Dresdner Albertinum, Dresdner Residenzschloss, Wiener Albertina, Bibliothèque nationale de France, Museum Ludwig, Boston Public Library.

## Filmisches Werk
Jürgen Böttcher drehte über 40 Filme, die meisten davon Dokumentarkurzfilme.
Besonders in seinen frühen Werken fühlte er sich dem italienischen und französischen Neorealismus verbunden, der im Gegensatz zum sozialistischen Realismus der DDR stand. Bereits mit seinem ersten Studentenfilm Der Junge mit der Lampe (1957) erregte er einiges Aufsehen in der Hochschule, sein Abschlussfilm Notwendige Lehrjahre (1960) stellte kritisch den Alltag in einem Jugendwerkhof dar. Sein erster DEFA-Dokumentarfilm Drei von vielen (1961) über Malerkollegen wurde aus formalistischen Gründen verboten. In den folgenden Kurzfilmen beschrieb Jürgen Böttcher vor allem Themen aus dem Alltag, wie Ofenbauer (1962). Barfuß und ohne Hut (1965) über Jugendliche im Urlaub an der Ostsee war zu offen und wurde deshalb nicht gezeigt.
Sein einziger Spielfilm Jahrgang 45 (1965), in dem er in neorealistischer Weise den Alltag junger Menschen in Berlin beschrieb, wurde nach dem berüchtigten Kahlschlag-Plenum noch in der Rohschnittphase abgebrochen, was ihn sehr traf.
Danach widmete sich Jürgen Böttcher in den nächsten Jahren vor allem offiziell gewünschten Themen, wobei Der Sekretär (1967) über einen Altkommunisten auch schon wieder als zu kritisch eingeschätzt wurde. Mit Wäscherinnen (1972), Im Lohngrund (1977), Martha  (1978), Rangierer (1984) und Die Küche (1986) wandte er sich besonders der Arbeitswelt und deren stillen Helden zu. In der expetimentellen dreiteiligen Reihe Verwandlungen (1982) stellte Jürgen Böttcher seine Techniken des Übermalens von alten Gemälden auf Postkarten vor, versetzt mit ungewöhnlichen Klängen. In Kurzer Besuch bei Hermann Glöckner (1985) ehrte er einen Malerkollegen, In Georgien (1987) ist ein Reiseporträt einer poetischen Landschaft. In seinem letzten Film in der DDR Die Mauer (1990) dokumentierte Jürgen Böttcher deren langsames Verschwinden. Danach konnte er nur noch einen Film Konzert im Freien (2001) drehen. 

„Mit seinem umfangreichen und eigenwilligen Werk war Böttcher der angesehenste DDR-Dokumentarfilm-Regisseur der 1970er und 80er Jahre – und das über die Grenzen der DDR hinaus. Seine Filme gelten heute als stilbildend für eine ganze Generation ostdeutscher Filmemacher.“

Zu seinen sehenswertertesten Filmen gehören Barfuß und ohne Hut (1965), Jahrgang 45 (1965), Wäscherinnen (1972), Martha (1978), Venus nach Giorgione (1981) und Die Mauer  (1990).

## Filmografie
- 1957: Der Junge mit der Lampe, erster Studentenfilm, verboten
- 1959: Dresden, wenige Jahre danach, Studentenfilm, (auch Buch und Schnitt)
- 1960: Notwendige Lehrjahre, Diplomfilm, (auch Buch)
- 1961: Drei von vielen, erster DEFA-Dokumentarfilm (auch Buch), verboten
- 1962: Drei von uns (Co-Regie und Co-Drehbuch)
- 1962: Ofenbauer (auch Buch)
- 1962: Im Pergamon-Museum (auch Buch)
- 1963: Silvester (auch Buch)
- 1963: Stars (auch Buch)
- 1964: Charlie & Co (auch Buch)
- 1965: Barfuß und ohne Hut (auch Buch), verboten
- 1965: Karl-Marx-Stadt. Gegenwärtiger Bericht und Erinnerung an Chemnitz (auch Co-Drehbuch)
- 1965: Kindertheater (auch Buch)
- 1965: Jahrgang 45 , Spielfilm (auch Co-Drehbuch), verboten
- 1967: Der Sekretär (auch Buch)
- 1967: Wir waren in Karl-Marx-Stadt (auch Buch)
- 1967: Fest der Freundschaft (auch Buch)
- 1968: Tierparkfilm (auch Buch)
- 1968: Ein Vertrauensmann (auch Buch)
- 1969: Arbeiterfamilie (auch Buch)
- 1970: Dialog mit Lenin (auch Buch)
- 1971: Song International (auch Buch)
- 1972: Wäscherinnen (auch Buch)
- 1972: Zum Beispiel Rewatex (auch Buch)
- 1974: Erinnere dich mit Liebe und Haß (auch Co-Drehbuch)
- 1974: Die Mamais (auch Buch)
- 1974: Weggefährten – Begegnungen im 25. Jahr der DDR
- 1976: Großkochberg – Garten der öffentlichen Landschaft (auch Buch)
- 1977: Ein Weimarfilm (auch Buch)
- 1977: Im Lohmgrund (auch Buch)
- 1977: Murieta (auch Buch)
- 1978: Martha (auch Buch)
- 1982: Verwandlungen: Potters Stier (auch Buch), experimenteller Dokumentarfilm
- 1982: Verwandlungen: Venus nach Giorgione (auch Buch)
- 1982: Verwandlungen: Frau am Klavichord (auch Buch)
- 1983: Drei Lieder (auch Buch)
- 1984: Der schönste Traum (auch Buch)
- 1984: Rangierer (auch Buch)
- 1985: Kurzer Besuch bei Hermann Glöckner (auch Buch)
- 1986: Die Küche (auch Buch)
- 1987: In Georgien (auch Buch)
- 1990: Die Mauer (auch Buch)
- 2001: Konzert im Freien[5] (auch Buch)

## Filmretrospektiven
Die Filme von Jürgen Böttcher wurden nach ihren Erstveröffentlichungen nur verhältnismäßig selten in Programmkinos gezeigt, einige Retrospektiven boten eine kleinere Auswahl des umfangreichen Werks.
- 1986 Centre Pompidou in Paris

- 1988 Edinburgher 42nd International Filmfestival

- 1989 Deutsches Filmmuseum in Frankfurt am Main und

- 2011 Kino Arsenal Berlin[6]
- 2022  Kino Babylon Berlin[7]

## Auszeichnungen
- 1967: Erich-Weinert-Medaille
- 1974: Kunstpreis der DDR für Wer die Erde liebt, im Kollektiv
- 1975: Kunstpreis des FDGB für Weggefährten

- 1978 Internationales Dokumentarfilmfestival Leipzig, Preis des Weltfriedensrates
- 1979: Nationalpreis der DDR II. Klasse, im Kollektiv der Regisseure des DEFA-Studios  für Dokumentarfilme
- 1979: Internationale Kurzfilmtage Oberhausen: Preis der Mitarbeiter der Kurzfilmtage für Martha
- 1985 Internationale Kurzfilmtage Oberhausen, Ehrendiplom
- 1985: Findlingspreis für Kurzer Besuch bei Hermann Glöckner
- 1986: Melbourne International Film Festival: Ehrendiplom für Rangierer
- 1992: Bundesfilmpreis. Filmband in Gold (Ehrenpreis) für das Gesamtwerk
- 1992: Kunstpreis der Stadt Darmstadt
- 1994 Officier de l'Ordre des Arts et des Lettres, verliehen durch Präsident François Mitterand
- 1997: Kunstpreis der Landeshauptstadt Dresden
- 1998 Kunstpreis Sprengel-Museum Hannover
- 2000 Bundesfilmpreis
- 2001: Verdienstkreuz 1. Klasse der Bundesrepublik Deutschland
- 2003: Preis der DEFA-Stiftung für die Verdienste um den deutschen Film
- 2006: Berlinale Kamera
- 2011: Ehrenpreis der Hochschule für Film und Fernsehen „Konrad Wolf“
- 2022: Jerg-Ratgeb-Preis

## Filme über Jürgen Böttcher
- 2003 Zur Person: Jürgen Böttcher, im Gespräch mit Günter Gaus
- 2021 Strawalde
- 2022 Sie nannten ihn Spartakus[8]